# Mount Burkett
Mount Burkett ist ein 2985 m hoher Berg in Alaska (USA).

## Lage
Der Berg befindet sich im Panhandle von Alaska etwa 650 m von der kanadischen Grenze entfernt. Er liegt 55 km nordöstlich von Petersburg (Alaska) im Stikine Icecap. Er bildet eine der höchsten Erhebungen der Boundary Ranges, die zu den Coast Mountains zählen. 800 m westlich von Mount Burkett ragt der Felsen Burkett Needle empor. Die Nord- und die Südflanke werden über den Baird-Gletscher zum Pazifischen Ozean hin entwässert. Knapp 10 km südsüdwestlich erhebt sich der Devils Thumb, 5,4 km nordnordöstlich der Mount T. Dominanz-Bezugspunkt des Mount Burkett bildet die 21,12 km südöstlich gelegene Kates Needle. 

## Besteigungsgeschichte
Die Erstbesteigung gelang Kenneth Bryan, Norman Harthill, George Liddle und Edward Thompson am 25. Juli 1965. Ihre Aufstiegsroute führte über den Südostgrat zum Gipfel.